# Làm vườn

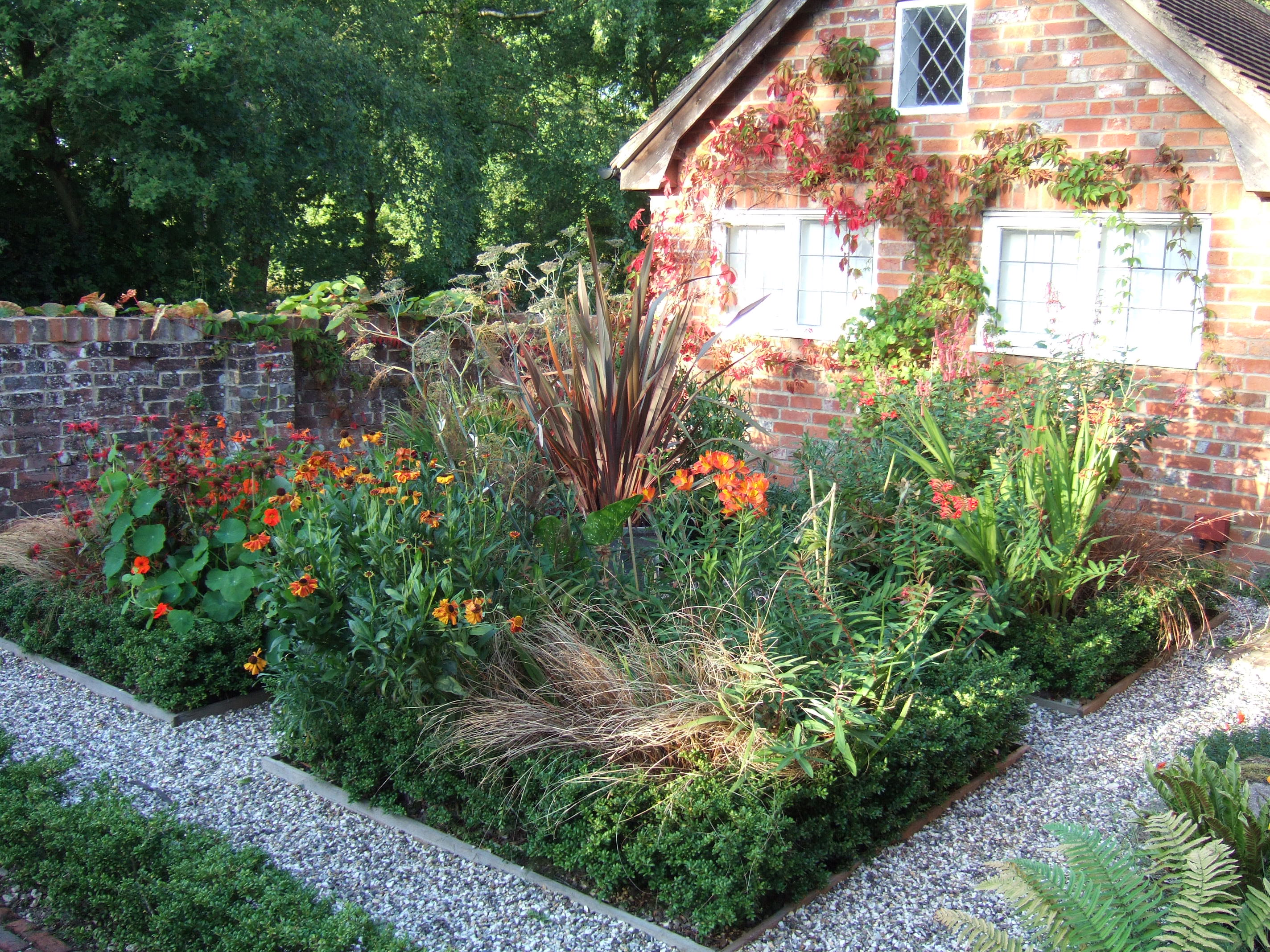
Làm vườn cây cảnh.

Làm vườn là công việc phát triển và trồng cây như một phần của việc chăm sóc vườn. Trong khu vườn, cây cảnh thường được trồng để lấy hoa, lá, hoặc để lấy cảnh quan đẹp; các cây hữu ích, chẳng hạn như các loại rau củ, rau ăn lá, hoa quả, và thảo dược được trồng để tiêu thụ, sử dụng như thuốc nhuộm, hoặc dùng làm thuốc hoặc mỹ phẩm. Làm vườn được coi là một hoạt động thư giãn cho nhiều người.
Phạm vi làm vườn có nhiều quy mô từ vườn cây ăn quả, tới các luống dài trồng cây với một hoặc nhiều loại khác nhau của cây thân mềm, cây thân gỗ và cây thân thảo, tới các diện tích trồng trọt lớn bao gồm các bãi cỏ và vườn cây giống, đến các nhà vườn chuyên nghiệp lớn nhỏ trồng trong nhà kính hoặc ngoài vườn. Làm vườn có thể có mức chuyên nghiệp cao, trồng chỉ một loại cây trồng, hoặc trồng một số lượng lớn các cây trồng khác nhau xen canh. Làm vườn yêu cầu sự tham gia tích cực vào sự phát triển của cây trồng và có thể trở nên rất vất vả, điều này tạo ra khác biệt giữa làm vườn với nông nghiệp và lâm nghiệp.

## Xem thêm

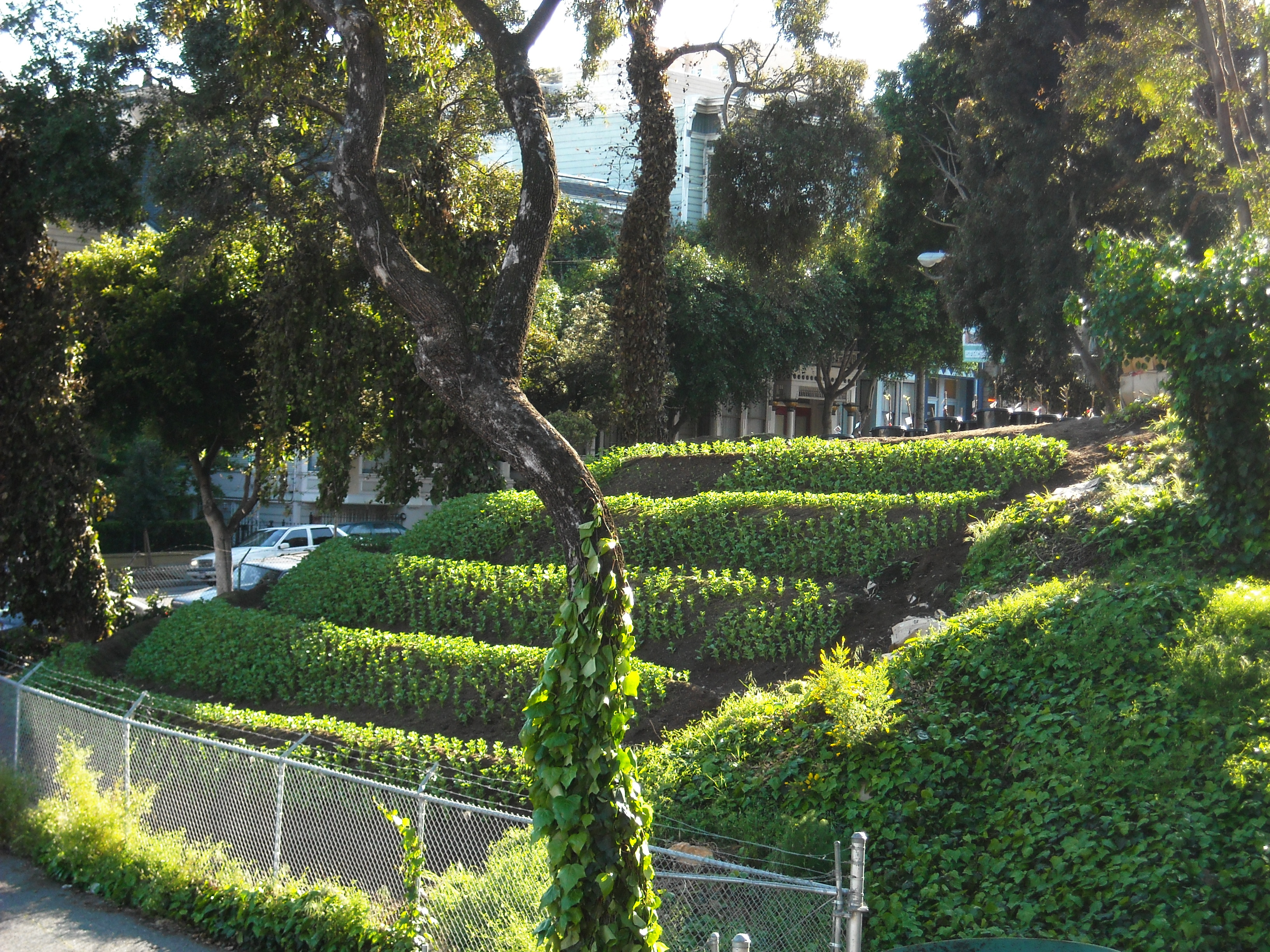
Berms of fava beans have been planted at Hayes Valley Farm, a community-built farm on the former Central freeway ramps of San Francisco.